# Robert Bolt
Robert Oxton Bolt (* 15. August 1924 in Sale, England; † 20. Februar 1995 in Petersfield, England) war ein britischer Dramatiker und Drehbuchautor.

## Leben
Robert Bolt besuchte die Manchester Grammar School und studierte anschließend Geschichte und Englisch an der University of Manchester. Über sein privates Leben ist nicht viel bekannt.
Er schrieb Drehbücher zu den bekannten Filmepen Lawrence von Arabien, Doktor Schiwago und Ryans Tochter, bei denen jeweils David Lean die Regie führte. Für Doktor Schiwago wurde Bolt 1966 mit einem Oscar ausgezeichnet. Im Jahr 1967 gewann er für sein Drehbuch zu Ein Mann zu jeder Jahreszeit einen zweiten Oscar. Beide Male erhielt er die Auszeichnung in der Kategorie Bestes adaptiertes Drehbuch. Dreimal wurde er mit dem Golden Globe Award ausgezeichnet, zuletzt 1988 für seine Arbeit an Mission. Hinzu kamen weitere Preise und Nominierungen.
Bolts Bühnenstück für Kinder Der kleine dicke Ritter (The Thwarting of Baron Bolligrew) wurde von der Augsburger Puppenkiste als Marionettenstück produziert und erstmals Ende 1963 vom Hessischen Rundfunk in sechs Folgen gesendet.
Von 1967 bis 1975 und von 1988 bis zu seinem Tod 1995 war Bolt mit der britischen Schauspielerin Sarah Miles verheiratet.

## Werk

### Drehbücher
- 1962: Lawrence von Arabien (Lawrence of Arabia)
- 1965: Doktor Schiwago (Doktor Zhiwago)
- 1966: Ein Mann zu jeder Jahreszeit (A Man for All Seasons)
- 1970: Ryans Tochter (Ryan’s Daughter)
- 1984: Die Bounty (The Bounty)
- 1986: Mission (The Mission)

### Regie
- 1972: Die große Liebe der Lady Caroline (Lady Caroline Lamb)

### Bücher
- Der kleine dicke Ritter (The Thwarting of Baron Bolligrew) Hoch-Verlag, Düsseldorf 1963
- Thomas Morus. Schauspiel in 2 Akten. (A man for all seasons) Fischer, Frankfurt/M. 1965